# Бигленско светилище
Бигленското светилище (на гръцки: Ιερό κορυφής Ψαλίδας) е антично светилище край западномакедонския град Костур (Кастория), Гърция.
Светилището е открито на върха на връх Бигла (1100 m, на гръцки Вигла или Псалида), разположен в планината Саракина западно над Костур. Датира от елинистичното и римското време. При разкопки на Ефорията за антични паметници са открити керамични фрагменти, фрагменти от релефи, очертания и кости от животни. В 2001 година светилището е обявено за защитен паметник.